# Ulrich Jürgens
Ulrich Jürgens (* 8. Juli 1962) ist ein deutscher Geograph und Professor an der Universität Siegen.

## Werdegang
Ulrich Jürgens studierte von 1981 bis 1987 Geographie, VWL, Politikwissenschaft und Geschichte an der Technischen Universität Braunschweig.
Das Thema seiner Diplomarbeit war Die überregional bedeutsamen Bildungs- und Forschungsstätten in Braunschweig. Grösse, Bedeutung und Stellenwert für das städtische Gemeinwesen.
1988 folgte dann das Promotionsstudium an der  Universität Kiel, welches er 1991 abschloss. Das Thema der Dissertation war Gemischtrassige Wohngebiete in südafrikanischen Städten.
Jürgens blieb dann bis 2003 an der Kieler Universität und war dort nacheinander Wissenschaftlicher Angestellter, Hochschulassistent, Oberassistent und zuletzt 2002 "außerplanmäßiger Professor".
Am 22. April 1998 erfolgte seine Habilitation mit dem Thema: Einzelhandel in den Neuen Bundesländern – die Konkurrenzsituation zwischen Innenstadt und "Grüner Wiese", dargestellt anhand der Entwicklungen in Leipzig, Rostock und Cottbus.
Von 2003 bis 2004 war er kurzzeitig an der Uni Mannheim und übernahm dann eine Vertretungsprofessur C3/W2 für Humangeographie an der Universität Siegen.

## Forschung- und Interessenschwerpunkte
Jürgens Forschungsschwerpunkte liegen in der Stadtgeographie (Segregationsprozesse, urban blight, Suburbanisierung, Dritte-Welt-Problematik, Stadtmarketing),
der Bevölkerungsgeographie („Alte“ Menschen), der Wirtschaftsgeographie (Geographie des Einzelhandels; Hafenentwicklung) und Nachhaltige Stadtentwicklung (Abfallverhalten). Seine regionalen Schwerpunkte liegen im südlichen Afrika, in Deutschlands neuen Bundesländern und in Westeuropa.

## Sonstiges
- DFG-Projekte (Antragsteller zusammen mit Jürgen Bähr):

– Entwicklungen in der Post-Apartheid-Stadt (Laufzeit 1998–2001)
– Südafrikanische Städte (Laufzeit 2004–2007)
- Mitinitiator und Sprecher für den Arbeitskreis "Südliches Afrika/SubSaharisches Afrika"

## Publikationen (Auswahl)
- Jürgens, U. (1991): Gemischtrassige Wohngebiete in südafrikanischen Städten. Kieler Geographische Schriften 82. Kiel. (299 S.)
- Jürgens, U. (1993): Räumliches Umfeld und Aktionsraum alter Menschen in Alten- und Pflegeheimen am Beispiel der Stadt Kiel. In: Kieler Arbeitspapiere zur Landeskunde und Raumordnung 28, S. 27–59.
- Jürgens, U. (1994): Postsozialistische Transformation der Einzelhandelsstrukturen in Leipzig. In: Erdkunde 48 (4), S. 302–314. (PR)
- Jürgens, U. & S. Kaerkes (1995): Entsorgungssysteme und Entsorgungsverhalten. Am Beispiel der Sperrgutabfuhr in Kiel. In: Der Städtetag 48 (4), S. 274–281.
- Jürgens, U. (1997): Migration and radius of activity of elderly women. In: Fairhurst, U.J., Booysen, I. & P.S. Hattingh (Hrsg.): Migration and genderplace, time and people specific. Pretoria, S. 151–163.
- Jürgens, U. (1998): Einzelhandel in den Neuen Bundesländern – die Konkurrenzsituation zwischen Innenstadt und "Grüner Wiese", dargestellt anhand der Entwicklungen in Leipzig, Rostock und Cottbus. Kieler Geographische Schriften 98. Kiel. (395 S.)
- Jürgens, U. (2000): Maputo – neuere wirtschaftliche und soziale Entwicklungen in der Hauptstadt Mosambiks. In: Jahrbuch der Marburger Geographischen Gesellschaft 1999, S. 35–41.
- Jürgens, U. (2002): Flüchtlinge in Afrika. In: Praxis Geographie 32 (2), S. 21–25.
- Bähr, J. & U. Jürgens (2005): Regionale Stadtgeographie. Braunschweig.
- Jürgens, U. & J. Bähr (2008): The "concept" of reurbanisation? Discussion a many-faceted term and its variations. In: Die Erde 139 (4), S. 281–288.